# Teclado de telefone

Teclado de telefone no padrão ITU E 1.161 usado também para mensagem de texto.

Um teclado de telefone é um tipo de teclado que aparece principalmente em telefones de teclas que foram criados na década de 1960 com o sistema de tons DTMF que substituiu o telefone de disco. A invenção do formato em grade 4x3 é dada a John Karlin da Bell Labs sendo uma variação do telefone militar Autovon.

## Formato
O formato é diferente do teclado numérico, comumente encontrado em calculadoras e teclados de computador, que é debaixo para cima, o teclado de telefone tem os números dispostos da esquerda para a direita e de cima para baixo com o * na parte debaixo à esquerda e o # na parte debaixo à direta.
O teclado também tem letras associadas, exceto as teclas 1, *, 0 e #, começaram a se tornar populares com o uso das phonewords em serviços de telefonia em alguns países, também são usados para mensagem de texto em celulares.